# ガーナ国際航空
ガーナ国際航空（ - こくさいこうくう、英語: Ghana International Airlines）は、2005年から2010年まで運行していたガーナのコトカ国際空港を本拠地とする航空会社。同国のフラッグ・キャリアであった。

## 概要
ガーナ国際航空はガーナ政府と個人投資家の出資で2005年に設立。アメリカ合衆国のスカイウエスト航空の創設者やケニア航空の前CEOを経営陣に迎え、2005年10月29日にロンドン・ガトウィック空港に就航。ヨハネスブルグ(季節運航)、デュッセルドルフの3都市に就航していた。

## 機材
- ボーイング757-200 1機